# Inflatella tubulosa
Inflatella tubulosa är en svampdjursart som först beskrevs av Topsent 1904.  Inflatella tubulosa ingår i släktet Inflatella och familjen Coelosphaeridae. Inga underarter finns listade i Catalogue of Life.